# テクトロニクス

テクトロニクス製のデジタル・オシロスコープ

テクトロニクス（英: Tektronix, Inc.）は、アメリカオレゴン州に拠点をおくオシロスコープやロジックアナライザを供給する計測器メーカーである。

## 歴史
会社の源流を辿ると第2次世界大戦時に遡る。創業者であるハワード・ヴォラムとMelvin J. "Jack" Murdockは世界初のトリガー式オシロスコープを1946年に発明した。テクトロニクスは1946年、本社をオレゴン州ポートランドに設置した。1947年、12人を雇った。1951年には250人を雇った。1950年、オレゴン州ワシントン郡に工場を建てた。1956年には本社を移転した。
1956年にはバーナード空港の閉鎖により失業者があふれた 1957年には現在の敷地に建設が始められていたビーバートンの本社に1959年1月移転した。。雇用対策として雇い入れた。1976年には州最大の雇用者となった。
長年、テクトロニクスはオレゴン州の主要な電子製造業であった。1981年には24000人以上雇用していた。テクトロニクスはヨーロッパ、南アメリカ、アジアでも同様に運営された。
日本法人としてはソニーと出資比率50対50の合弁で、ソニー・テクトロニクス株式会社を設立していた(1965-2002年)。2002年に合弁を解消し、日本テクトロニクス株式会社となった。

## 関連
- Tektronix 4010
- オシロスコープ
- 半導体カーブトレーサー
- ウェーブフォームモニター / ベクタースコープ

## 参考
- Winning with People: The First 40 Years of Tektronix by Marshall M. Lee. Published by Tektronix, Inc., October, 1986.